# Pave Clemens 9.
Giulio Rospigliosi (28. januar 1600 – 9. december 1669), var pave 1667 – 1669 under navnet Pave Clemens 9. Han studerede i Pisa; siden blev han 1644 nuntius i Spanien og 1657 kardinal og statssekretær. Hans korte tid på pavestolen var præget af forsøget på at skabe fred i Europa og samle til modstand mod tyrkernes voksende trussel.
- Wikimedia Commons har flere filer relateret til Pave Clemens 9.

1. ↑  Navnet er anført på engelsk og stammer fra Wikidata hvor navnet endnu ikke findes på dansk.